# Фотонное эхо

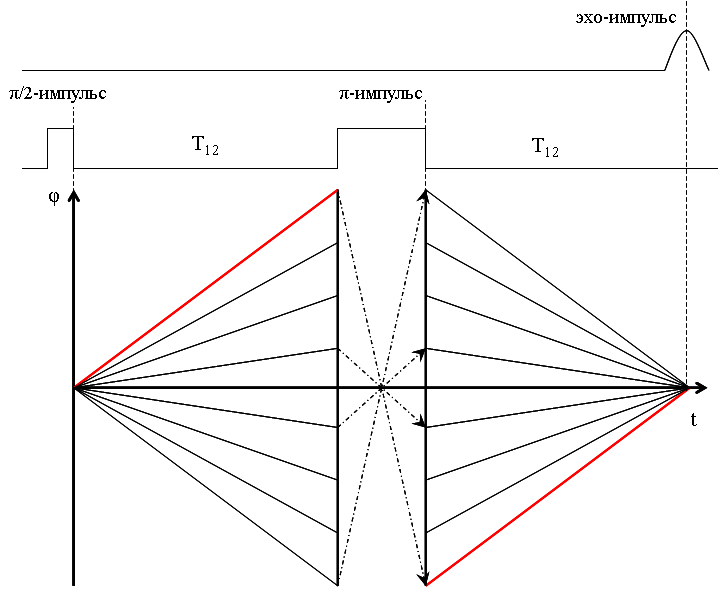

Фотонное эхо — оптический аналог ядерного магнитного резонанса, когерентное излучение среды в виде короткого импульса, обусловленное восстановлением фазового согласования отдельных излучателей после воздействия на среду последовательности двух или более коротких импульсов резонансного излучения. Эффект фотонного эха является оптическим аналогом известного в радиоспектроскопии явления спинового эха. Он происходит при пропускании через среду двух импульсов излучения на частоте, соответствующей переходу между энергетическими уровнями и позволяет измерить меру когерентности возбужденного состояния.
Первый возбуждающий импульс переводит атомы в возбужденное когерентное состояние, в котором все элементарные диполи связаны по фазе (в оптимальном случае площадь этого импульса равна π⁄2). По окончании воздействия этого импульса наведенная макроскопическая поляризация среды постепенно уменьшается. Происходит расфазировка колебаний диполей.

Под действием второго импульса доплеровские фазы осцилляторов изменяют знак, и расфазировка сменяется фазировкой (π-импульс). Когда все осцилляторы оказываются вновь полностью сфазированными, формируется эхо-импульс когерентного излучения.

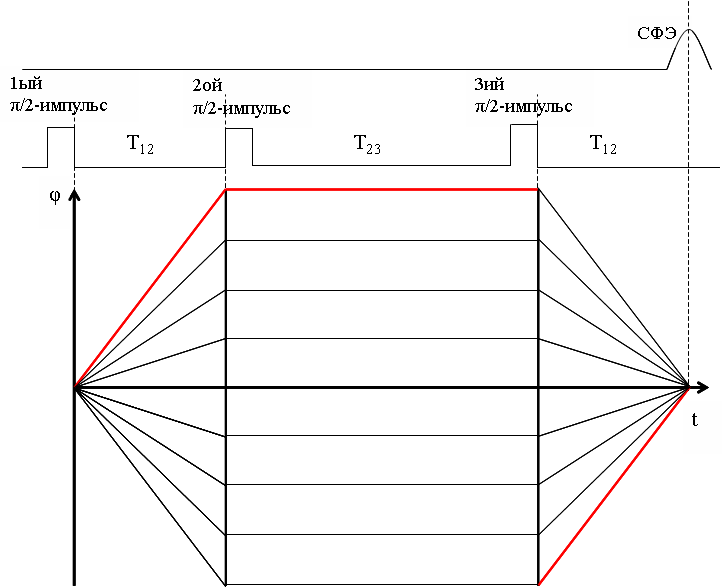

Как правило применяется трехимпульсное измерение посредством так называемого стимулированного фотонного эха. Процесс формирования стимулированного фотонного эха аналогичен формированию фотонного эха. Стимулированное фотонное эхо формируется тремя импульсами. Так же, как в случае фотонного эха, первый возбуждающий импульс создает поляризацию среды. Второй преобразует эту поляризацию в разность населенностей. Третий делает обратное преобразование и изменяет знаки фаз. Такой эксперимент позволяет измерить населенность основного и возбужденных состояний среды.
Среди возможных практических применений эффекта исследователи называют его применение в квантовых вычислениях.